# 4235 Tatishchev
4235 Tatishchev eller 1978 SL5 är en asteroid i huvudbältet som upptäcktes den 27 september 1978 av den ryska astronomen Ljudmila Tjernych vid Krims astrofysiska observatorium på Krim. Den är uppkallad efter den ryske statsmannen Vasilij Tatisjtjev.
Asteroiden har en diameter på ungefär 10 kilometer..